# ヤング束
数学において、ヤング束は全ての自然数の分割からなる束である。「On quantitative substitutional analysis」などで対称群の表現論を発展させた、アルフレッド・ヤングにちなんで名付けられた。ヤングの理論において、現在ではヤング図形と呼ばれる対象やその半順序は、決定的な重要な役割を果たした。Stanley (1988)によって、ヤング束は差分半順序集合の最も単純な例とされるなど、ヤング束は代数的組合せ論においてよく現れる。そして、アフィンリー代数の結晶基底とも密接に関連している。

## 定義

ヤング束 Y のハッセ図

非負整数からなる非増加列 λ = (λ1, λ2, …) が非負整数 n の分割 partition であるとは、成分の総和 |λ| = λ1 + λ2 + … が n となることをいう。これを記号 λ ⊢ n により表す。分割  λ = (λ1, λ2, …) と μ = (μ1, μ2, …) の間に半順序関係 λ ≤ μ を
{\displaystyle \lambda _{i}\leq \mu _{i}\qquad (i\geq 1)}
により定める。（これは対応するヤング図形の包含関係に他ならない。右図参照。）この半順序関係により分割全体
{\displaystyle Y=\{\,\lambda \vdash n\mid n\geq 0\,\}}
は束になり、これをヤング束 Young's lattice という。

## 意義
伝統的なヤング束の応用には対称群の標数 0 における既約表現と分岐則の記述がある。既約表現の同型類は（自然数の）分割あるいはヤング図形によってパラメータづけることができる。ヤング束において q が p をカバーする場合(すなわちp<qで、p<x<qなるxが存在しない場合)にのみ、分割 p による Sn の表現は、分割 q による Sn+1 に含まれる。これを繰り返すことで、pのヤング標準盤に対応した、分割pに伴うSnの既約表現のヤングの半標準基底に行きつく。

## 性質
- 半順序集合Yは階層的である：要素数が最小なものは空集合 ∅ であり、0の唯一の分割である。そしてnの分割はランクnとされる。つまり、2種類の分割が与えられた場合、その分割は束により比較可能であるという意味である。また、各intermediate[訳語疑問点]ランクには少なくとも1つのintermediate分割が存在する。
- 半順序集合Yは分配束である。2つの分割の結びと交わりは対応するヤング図の積集合と和集合によって与えられる。
- もし分割pがヤング束のk個の要素をカバーするならば k + 1 要素にカバーされる。p によってカバーされるすべての分割は、ヤング図の1つの「角（corner）」（行と列の両方の終端になっている要素）を除去することで得られる。p をカバーする全ての分割は、ヤング図の「凹み（dual corner）」（「角」の位置にある空マス）に1マス追加することで得られる。
- 異なる分割pとqがともにYのk要素をカバーする場合、要素数kは 0 か 1 であり、pとqはともにk要素によってカバーされる。わかりやすくいえば、2つの異なる分割は両方でカバーされた1つの分割（それぞれのヤング図は、それぞれ、他方に属さないマスを有する）を持つことができ、その場合、両方をカバーするまた別の分割（2つのヤング図形の和集合）が存在する。
- ∅ と p間の飽和鎖は、pのヤング図形の標準形と自然な双射をなす。：鎖内部の図は、ナンバリング順に標準盤のマスを追加する。より一般的には、qとp間の飽和鎖はp/qのskew図[訳語疑問点]と自然な双射をなす。
- ヤング束のメビウス関数は以下の数式に従い 0, ±1 の値を取る

{\displaystyle \mu (q,p)={\begin{cases}(-1)^{|p|-|q|}&{\text{if the skew diagram }}p/q{\text{ is a disconnected union of squares}}\\&{\text{(no common edges);}}\\[10pt]0&{\text{otherwise}}.\end{cases}}}

## 対称性
従来、ヤング束は同じランク要素は同じ高さに揃えてハッセ図で表されていた。Suter (2002) は、ヤング束の部分集合を描写する異なる方法が、予想外の対称性を示すことを示している。
n番目の三角数の分割
{\displaystyle n+\cdots +3+2+1}
は階段状のフェラー図に対応する。フェラー図が長方形となる最大の要素は以下の分割である
{\displaystyle {\begin{array}{c}\underbrace {1+\cdots \cdots \cdots +1} _{n{\text{ terms}}}\\\underbrace {2+\cdots \cdots +2} _{n-1{\text{ terms}}}\\\underbrace {3+\cdots +3} _{n-2{\text{ terms}}}\\\vdots \\\underbrace {{}\quad n\quad {}} _{1{\text{ term}}}\end{array}}}
この形式の分割はヤング束で見れば下にただ1つしか要素を持たない唯一の形式である。Suterはこれらの特定の分割以下のすべての要素の集合は、ヤング束の対称性だけでなく、回転対称性も有することを示した。 n+1次の回転群はこの半順序集合に作用する。この集合は左右対称であり、回転対称でもあるため、dihedral 対称でもある（n + 1 二面体群は群作用をこの集合に対して行う。集合のサイズは 2n）。
例えば、 n = 4 の場合、長方形のフェラー図を持つ階段状の最大要素は
1 + 1 + 1 + 1
2 + 2 + 2
3 + 3
4
である。
これらの分割の下にあるヤング束の部分集合は左右対称性の他に5倍回転対称性を持つ。つまり、二面体群 D5 はヤング束のこの部分集合に作用する。

## 注
1. ↑  Stanley 2013, p. 57.
2. ↑  Sagan 2001, p. 192, Definition 5.1.2.